# Suore di Santa Giovanna d'Arco
Le Suore di Santa Giovanna d'Arco (in francese Sœurs de Sainte-Jeanne d'Arc) sono un istituto religioso femminile di diritto pontificio: le suore di questa congregazione pospongono al loro nome la sigla S.J.A.

## Storia

Santa Giovanna d'Arco, titolare della congregazione

La congregazione venne fondata a Worcester, in Massachusetts, dall'assunzionista Marie-Clément Staub (1876-1936) per il servizio ai sacerdoti.
Nel 1914 riunì Alice Caron, che si dedicava al servizio domestico già da quindici anni, e altre sei giovani donne in una comunità di terziarie agostiniane e affidò loro i lavori presso il collegio dell'Assunzione di Worcester.
Poiché Thomas Daniel Beaven, vescovo di Springfield, non accettò di approvare il sodalizio come congregazione religiosa, nel 1917 Staub trasferì la sua comunità a Québec, dove venne riconosciuta come congregazione dall'arcivescovo Louis Nazaire Bégin nel 1920.
La congregazione ricevette il pontificio decreto di lode nel 1972.

## Attività e diffusione
Le suore di Santa Giovanna d'Arco si dedicano principalmente all'assistenza ai sacerdoti.
Sono presenti in Canada, negli Stati Uniti d'America e in Italia; la sede generalizia è a Sillery, presso la città di Québec.
Alla fine del 2008 la congregazione contava 103 religiose in 5 case.